# Leptotrichella rostrata
Leptotrichella rostrata là một loài Rêu trong họ Dicranaceae. Loài này được (Müll. Hal.) Ochyra mô tả khoa học đầu tiên năm 1997.